# Kravsko
Kravsko település Csehországban, a Znojmói járásban. Kravsko Znojmo, Hluboké Mašůvky, Plenkovice, Bojanovice, Pavlice, Olbramkostel és Žerůtky településekkel határos. Lakosainak száma 587 fő (2024. január 1.).

## Népesség
A település lakosságának változását az alábbi diagram mutatja:
| Lakosok száma | 445  | 486  | 565  | 561  | 516  | 517  | 541  | 567  | 573  | 587  |
|               | 1869 | 1890 | 1921 | 1950 | 1980 | 2001 | 2017 | 2019 | 2022 | 2024 |